# Drávaszerdahely
Drávaszerdahely es un pueblo ubicado en el distrito de Siklós, en el condado de Baranya, Hungría.

## Superficie
Posee una superficie de 6,240 kilómetros cuadrados.

## Demografía
Hasta 2019 la población era de 168 habitantes, con una densidad de población de 26,92 habitantes por kilómetro cuadrado.